# 알리 알합시
알리 압둘라 하립 알합시(아랍어: علي بن عبد الله بن حارب الحبسي , Ali Abdullah Harib Al-Habsi, 1981년 12월 30일 ~ )는 오만의 은퇴한 축구 선수로 포지션은 골키퍼로 활약했다.

## 클럽에서의 경력
그는 1998년 오만의 알미다이비에서 프로선수 생활을 시작하였고 2002년 자국의 알나스르로 이적하였다. 이후 2004년 AFC 아시안컵 예선전에서의 활약에 힙입어 2003년 오만 선수로는 사상 처음으로 유럽 무대에 진출하게 되었고 그의 첫 유럽 무대는 FK 륀였다. 2003년부터 2005년까지 세시즌을 활약하였으며 2004년 시즌 후에는 노르웨이 프리미어리그 최우수 골키퍼로 선정되기도 하였는데, 그는 24경기에서 32골을 내주었는데 이 중 강호인 로센보르그 BK전에서의 실점을 제외하면 0점대로 선방한 우수한 성적이었다.
이후 그는 FK 륀에서의 마지막 시즌에서 팀을 3위로 올려 놓음으로써 빅 리그의 눈도장을 받게 되었고, 2005년 프리미어리그의 중위권 팀인 볼턴 원더러스 FC로 이적하게 되었다. 그를 영입했던 샘 앨러다이스 감독은 그의 발전 가능성을 높게 평가하며 영입했지만 볼턴 원더러스의 확고한 주전인 유시 얘스켈래이넨의 그늘에 가려 출장 기회가 거의 없어 벤치를 지키게 되었다. 하지만 그는 꾸준히 기회를 노렸고 타팀으로의 이적설도 돌았으나 볼턴 원더러스 구단의 그에 대한 신임은 변함이 없었다.
2007년 9월 그는 풋볼 리그 컵 풀럼 FC와의 경기에서 2대1로 앞서던 후반 막판에 교체 투입돼 처음으로 잉글랜드 무대에 데뷔하였으며 후에 UEFA컵 FC 바이에른 뮌헨전에도 출장해 좋은 모습을 보여주었다. 그리고 주전 골키퍼였던 얘스켈래이넨의 뜻하지 않은 부상으로 인해 그를 대신해 골문을 지키게 되었고 그 경기가 위건 애슬레틱 FC전이었다. 이후 그는 얘스켈래이넨이 돌아오기 전까지 총 10경기를 골문을 사수하면서 팀의 2부리그 추락을 막는 데 결정적인 역할을 했고 다시 주전 자리는 얘스켈래이넨에게 내주었지만 2008년 겨울 소속 구단과 2013년 시즌까지 계약을 연장하는 데 합의하는 등 구단의 신임은 여전하다. 하지만 결국 완전히 주전 경쟁에서 밀리면서 2010년 7월 같은 프리미어리그 소속의 위건 애슬레틱 FC으로 이적하였다.

## 대표팀에서의 경력
그는 오만 17세 이하 대표팀과 19세 이하 대표팀에 모두 이름을 올렸으나 출전하지는 못했고, 2003년 열린 2004년 AFC 아시안컵 예선을 통해 성인 무대에 데뷔하게 되었다. 2004년 AFC 아시안컵에서 3경기에 모두 출전해 3실점으로 선방하였으며, 2006년 FIFA 월드컵 2차 예선에서도 6경기 모두 골문을 지키며 일본, 인도, 싱가포르를 상대로 눈부신 선방을 펼쳤다.
2007년 AFC 아시안컵과 2010년 FIFA 월드컵 아시아 지역 예선에도 오만의 수문장으로 출전하는 등 오만에서는 공격수 이마드 알리와 더불어 중요한 선수로 손꼽히고 있다.

## 같이 보기
- A매치 100경기 이상 출전한 축구 선수 명단